# 愛の産科
『愛の産科』（あいのさんか）は、1996年1月から3月までTBS系列にて放送された日本のテレビドラマである。毎日放送制作。昼帯のドラマ30にて全45回が放送された。「嫁姑」「産婦人科」「出産と子育て」などをテーマにしたホームコメディである。

## 概要
- 総合病院に勤務していた産婦人科医の小森真知子は、スケジュールで決められた通りに産ませようとする機械のような出産現場の仕事場に疑問を持ちつづけていた。義母との同居話と共に産婦人科を継ぐことを決意して総合病院を退職後に、下町で地に足のついた産婦人科を新たに開業する。「おせっかい産科」と言われながらも、さまざまな妊娠に伴う多くの人の悩みに体当りしていった。患者の避妊手術の要望、立ち会い出産、妹の出産、マタニティブルーや育児ノイローゼ、過食症などを経験し、さらには自分の妊娠と、公私ともに産科としての生活をこなしていった。そして最終回、自身に突然来た早産の兆候に、心を落ち着かせながら出産に立ち向かうのだった。

## キャスト
- 小森真知子：大島さと子

省二の妻。義母の「小森産婦人科」を引き継ぎ奔走する。
- 小森省二：国広富之

真知子の夫。教師だが実家を継いだ妻の活躍と妊娠に振り回される。
- 小森豊子：近松麗江，中原早苗　（放送途中で近松の体調不良により降板、中原に交代した。）

省二の母。
- 木村先生：東野英心

真知子の恩師。
- （省二の姉）：千うらら

近所の喫茶店「こうのとり」の奥さん、子だくさんで世話焼き。真知子がよく相談をする。
- （省二の姉の夫）：綾田俊樹

喫茶店「こうのとり」のマスター。子だくさん。
- 明子：菊地則江

真知子の妹。先に出産を経験するも子育てでノイローゼに陥る。
- （明子の夫）：宮川浩

明子のノイローゼに振り回されながらも明子を支えようと奮闘する。

## スタッフ
- 脚本：坂田義和　清水喜美子
- 演出：籔内広之、登坂琢磨、鐘江稔（MBS企画）
- 音楽：渡辺博也
- プロデューサー：籔内広之
- 制作：伊東雄三
- 制作協力：MBS企画
- 製作著作：毎日放送

## 主題歌
- 「真夜中のワンコール」
作詞：田久保真見／作曲：都志見隆／編曲:武沢豊／歌：田原俊彦